# Tomoki Iwata
Tomoki Iwata (jap. 岩田智輝 Iwata Tomoki; ur. 7 kwietnia 1997 w Usie) – japoński piłkarz, grający na pozycji defensywnego pomocnika.

## Kariera klubowa
Treningi piłki nożnej rozpoczął w Yokkaichi Minami SSC, z którego trafił do Oity Trinita. W listopadzie 2015 został włączony do pierwszej drużyny tego klubu. W grudniu 2020 został zawodnikiem Yokohama F. Marinos. W sezonie 2022 zdobył z tym klubem mistrzostwo Japonii, a także został wybrany piłkarzem sezonu w lidze japońskiej. W grudniu 2022 został wypożyczony do Celtiku z obowiązkiem wykupu, który został zrealizowany w lipcu 2023. W sezonie 2022/2023 zdobył z tym klubem mistrzostwo Szkocji, a także puchar Szkocji oraz puchar ligi szkockiej. W sierpniu 2024 podpisał trzyletni kontrakt z Birmingham City.

## Kariera reprezentacyjna
Młodzieżowy reprezentant Japonii. W seniorskiej reprezentacji zadebiutował 20 czerwca 2019 w zremisowanym 2:2 meczu Copa América z Urugwajem.

## Osiągnięcia

### Drużynowe
- Mistrzostwo Japonii: 2022
- Mistrzostwo Szkocji: 2022/2023
- Puchar Szkocji: 2023
- Puchar Ligi Szkockiej: 2023

### Indywidualne
- Piłkarz sezonu w J1 League: 2022